# Heimbrinae
Die Heimbrinae bilden eine Unterfamilie der Eurytomidae innerhalb der Überfamilie der Erzwespen (Chalcidoidea). Das Taxon geht auf den US-amerikanischen Entomologen Barnard DeWitt Burks im Jahr 1971 zurück.

## Merkmale
Die Heimbrinae unterscheiden sich von den anderen Eurytomidae anhand deren eigenartig geformtem und dorsal abgeflachten Scutellum sowie dem stark sklerotisierten und teilweise verschmolzenen Gaster.

## Verbreitung
Die Unterfamilie der Heimbrinae ist in der Nearktis und in der Neotropis vertreten.

## Lebensweise
Während zu den Wirten der Gattung Heimbra vermutlich Prachtkäfer und Rüsselkäfer gehören, ist über die Wirte der Gattung Symbra noch nichts bekannt.

## Innere Systematik
Die Heimbrinae umfassen folgende Gattungen:
- Heimbra Cameron, 1909 – 6 Arten; Nearktis (im Norden bis nach Montana), Neotropis (im Süden bis nach Argentinien)
- Symbra Stage & Snelling, 1986 – 2 Arten; Neotropis (Argentinien, Brasilien)